# Gustavo Gómez
Gustavo Raúl Gómez Portillo (San Juan Bautista, 6 mei 1993) is een Paraguayaans voetballer die doorgaans speelt als centrale verdediger. In juli 2019 verruilde hij AC Milan voor Palmeiras. Gómez debuteerde in 2013 in het Paraguayaans voetbalelftal.

## Clubcarrière
Gómez speelde in de jeugdopleiding van Libertad. Hij debuteerde op 2 mei 2011 voor die club in het betaald voetbal in het betaald voetbal, tijdens een wedstrijd in de competitie thuis tegen Tacuary. Het werd die dag 0–0. Tijdens dit duel betrad hij een kwartier voor tijd als invaller het veld. Gómez kwam in zijn eerste twee seizoenen telkens twee wedstrijden in actie. Vanaf 2013 speelde hij vaker. Op 27 mei van dat jaar tekende hij voor zijn eerste doelpunt, toen hij Libertad op voorsprong zette tegen Sportivo Carapeguá. Uiteindelijk zou de thuisclub met 2–0 winnen.
Gómez verkaste in juni 2014 naar Lanús. Gómez tekende in augustus 2016 een contract tot medio 2021 bij AC Milan, dat circa zeven miljoen euro voor hem betaalde aan [Lanús. Zijn debuutseizoen in Milaan leverde nog achttien competitieoptredens op, maar in de jaargang 2017/18 zat hij slechts vierentwintig keer ongebruikt op de reservebank.
In de zomer van 2018 huurde Palmeiras hem voor de duur van één jaar. Na afloop van deze verhuurperiode nam Palmeiras de Paraguayaan definitief over. Met deze transfer was zo'n vierenhalf miljoen euro gemoeid. Op 30 januari 2021 won Gómez met Palmeiras de CONMEBOL Libertadores. In de finale werd het eveneens Braziliaanse Santos met 1–0 verslagen. De verbintenis van Gómez werd in januari 2023 opengebroken en met twee jaar verlengd tot eind 2026. Twee jaar later kwam er nog een seizoen bij zijn contract.

## Clubstatistieken
| Seizoen | Club        | Competitie       | Competitie | Competitie | Beker | Beker | Internationaal | Internationaal | Totaal | Totaal |
| Seizoen | Club        | Competitie       | Wed.       | Dlp.       | Wed.  | Dlp.  | Wed.           | Dlp.           | Wed.   | Dlp.   |
| ------- | ----------- | ---------------- | ---------- | ---------- | ----- | ----- | -------------- | -------------- | ------ | ------ |
| 2011    | Libertad    | Liga Paraguaya   | 2          | 0          | 0     | 0     | 0              | 0              | 2      | 0      |
| 2012    | Libertad    | Liga Paraguaya   | 2          | 0          | 0     | 0     | 0              | 0              | 2      | 0      |
| 2013    | Libertad    | Liga Paraguaya   | 23         | 1          | 0     | 0     | 10             | 2              | 33     | 3      |
| 2014    | Libertad    | Liga Paraguaya   | 20         | 4          | 0     | 0     | 0              | 0              | 20     | 4      |
| 2014    | Lanús       | Primera División | 15         | 0          | 1     | 0     | 4              | 0              | 20     | 0      |
| 2015    | Lanús       | Primera División | 27         | 0          | 5     | 3     | 4              | 1              | 36     | 4      |
| 2016    | Lanús       | Primera División | 16         | 0          | 1     | 0     | 0              | 0              | 17     | 0      |
| 2016/17 | AC Milan    | Serie A          | 18         | 0          | 1     | 0     | —              | —              | 19     | 0      |
| 2017/18 | AC Milan    | Serie A          | 0          | 0          | 0     | 0     | 1              | 0              | 1      | 0      |
| 2018    | → Palmeiras | Série A          | 22         | 3          | 0     | 0     | 3              | 1              | 25     | 4      |
| 2019    | → Palmeiras | Série A          | 6          | 2          | 0     | 0     | 6              | 1              | 12     | 3      |
| 2019    | Palmeiras   | Série A          | 16         | 1          | 2     | 0     | 10             | 1              | 28     | 2      |
| 2020    | Palmeiras   | Série A          | 34         | 2          | 7     | 2     | 11             | 5              | 52     | 6      |
| 2021    | Palmeiras   | Série A          | 25         | 2          | 1     | 0     | 16             | 1              | 42     | 4      |
| 2022    | Palmeiras   | Série A          | 41         | 9          | 4     | 0     | 13             | 2              | 58     | 11     |
| 2023    | Palmeiras   | Série A          | 46         | 2          | 6     | 1     | 11             | 3              | 63     | 6      |
| 2024    | Palmeiras   | Série A          | 34         | 1          | 4     | 0     | 8              | 2              | 46     | 3      |
| Totaal  | Totaal      | Totaal           | 347        | 27         | 32    | 6     | 94             | 15             | 473    | 48     |

Bijgewerkt op 11 april 2024.

## Interlandcarrière
Gómez maakte op 7 september 2013 zijn debuut in het Paraguayaans voetbalelftal, toen dat in een kwalificatiewedstrijd voor het WK 2018 met 4–0 van Bolivia won. Gómez mocht van bondscoach Víctor Genes in de basis starten. Zes minuten voor tijd tekende hij voor de vierde en laatste Paraguayaanse treffer van de dag. In de zomer van 2016 werd hij door bondscoach Ramón Díaz opgenomen in de Paraguayaanse selectie voor de Copa América Centenario. Op dit toernooi speelde hij de drie groepswedstrijden mee, tegen Costa Rica, Colombia en de Verenigde Staten. Paraguay werd na deze drie duels uitgeschakeld. Gómez mocht ook mee naar de Copa América 2019, waar de kwartfinales het eindstation bleek.
| Interlands van Gustavo Gómez voor Paraguay | Interlands van Gustavo Gómez voor Paraguay | Interlands van Gustavo Gómez voor Paraguay | Interlands van Gustavo Gómez voor Paraguay | Interlands van Gustavo Gómez voor Paraguay | Interlands van Gustavo Gómez voor Paraguay |
| №                                          | Datum                                      | Wedstrijd                                  | Uitslag                                    | Competitie                                 | Goals                                      |
| Als speler bij Libertad                    | Als speler bij Libertad                    | Als speler bij Libertad                    | Als speler bij Libertad                    | Als speler bij Libertad                    | Als speler bij Libertad                    |
| ------------------------------------------ | ------------------------------------------ | ------------------------------------------ | ------------------------------------------ | ------------------------------------------ | ------------------------------------------ |
| 1                                          | 7 september 2013                           | Paraguay – Bolivia                         | 4 – 0                                      | WK 2014 kwalificatie                       | 84'                                        |
| 2                                          | 11 oktober 2013                            | Venezuela – Paraguay                       | 1 – 1                                      | WK 2014 kwalificatie                       |                                            |
| 3                                          | 16 oktober 2013                            | Paraguay – Colombia                        | 1 – 2                                      | WK 2014 kwalificatie                       |                                            |
| 4                                          | 6 maart 2014                               | Costa Rica – Paraguay                      | 2 – 1                                      | Vriendschappelijk                          | 86'                                        |
| 5                                          | 29 mei 2014                                | Kameroen – Paraguay                        | 1 – 2                                      | Vriendschappelijk                          |                                            |
| Als speler bij Lanús                       |                                            |                                            |                                            |                                            |                                            |
| 6                                          | 10 oktober 2014                            | Paraguay – Verenigde Arabische Emiraten    | 0 – 0                                      | Vriendschappelijk                          |                                            |
| 7                                          | 10 oktober 2014                            | Zuid-Korea – Paraguay                      | 2 – 0                                      | Vriendschappelijk                          |                                            |
| 8                                          | 14 oktober 2014                            | Paraguay – Peru                            | 2 – 1                                      | Vriendschappelijk                          |                                            |
| 9                                          | 15 november 2014                           | Peru – Paraguay                            | 2 – 1                                      | Vriendschappelijk                          |                                            |
| 10                                         | 19 november 2014                           | China – Paraguay                           | 2 – 1                                      | Vriendschappelijk                          |                                            |
| 11                                         | 5 september 2015                           | Chili – Paraguay                           | 3 – 2                                      | Vriendschappelijk                          |                                            |
| 12                                         | 24 maart 2016                              | Ecuador – Paraguay                         | 2 – 2                                      | WK 2018 kwalificatie                       |                                            |
| 13                                         | 30 maart 2016                              | Paraguay – Brazilië                        | 2 – 2                                      | WK 2018 kwalificatie                       |                                            |
| 14                                         | 4 juni 2016                                | Costa Rica – Paraguay                      | 0 – 0                                      | Copa América Centenario                    |                                            |
| 15                                         | 8 juni 2016                                | Colombia – Paraguay                        | 2 – 1                                      | Copa América Centenario                    |                                            |
| 16                                         | 12 juni 2016                               | Verenigde Staten – Paraguay                | 1 – 0                                      | Copa América Centenario                    |                                            |
| Als speler bij AC Milan                    |                                            |                                            |                                            |                                            |                                            |
| 17                                         | 1 september 2016                           | Paraguay – Chili                           | 2 – 1                                      | WK 2018 kwalificatie                       |                                            |
| 18                                         | 6 oktober 2016                             | Paraguay – Colombia                        | 0 – 1                                      | WK 2018 kwalificatie                       |                                            |
| 19                                         | 11 oktober 2016                            | Argentinië – Paraguay                      | 0 – 1                                      | WK 2018 kwalificatie                       |                                            |
| 20                                         | 10 november 2016                           | Paraguay – Peru                            | 1 – 4                                      | WK 2018 kwalificatie                       |                                            |
| 21                                         | 15 november 2016                           | Bolivia – Paraguay                         | 1 – 0                                      | WK 2018 kwalificatie                       |                                            |
| 22                                         | 2 juni 2017                                | Frankrijk – Paraguay                       | 5 – 0                                      | Vriendschappelijk                          |                                            |
| 23                                         | 8 juni 2017                                | Peru – Paraguay                            | 1 – 0                                      | Vriendschappelijk                          |                                            |
| 24                                         | 31 augustus 2017                           | Chili – Paraguay                           | 0 – 3                                      | WK 2018 kwalificatie                       |                                            |
| 25                                         | 5 september 2017                           | Paraguay – Uruguay                         | 1 – 2                                      | WK 2018 kwalificatie                       |                                            |
| 26                                         | 5 oktober 2017                             | Colombia – Paraguay                        | 1 – 2                                      | WK 2018 kwalificatie                       |                                            |
| 27                                         | 10 oktober 2017                            | Paraguay – Venezuela                       | 0 – 1                                      | WK 2018 kwalificatie                       |                                            |
| 28                                         | 27 maart 2018                              | Verenigde Staten – Paraguay                | 1 – 0                                      | Vriendschappelijk                          |                                            |
| 29                                         | 12 juni 2018                               | Japan – Paraguay                           | 4 – 2                                      | Vriendschappelijk                          |                                            |
| Als speler bij Palmeiras                   |                                            |                                            |                                            |                                            |                                            |
| 30                                         | 22 maart 2019                              | Peru – Paraguay                            | 1 – 0                                      | Vriendschappelijk                          |                                            |
| 31                                         | 26 maart 2019                              | Mexico – Paraguay                          | 4 – 2                                      | Vriendschappelijk                          |                                            |
| 32                                         | 9 juni 2019                                | Paraguay – Guatemala                       | 2 – 0                                      | Vriendschappelijk                          |                                            |
| 33                                         | 19 juni 2019                               | Argentinië – Paraguay                      | 1 – 1                                      | Copa América 2019                          |                                            |
| 34                                         | 23 juni 2019                               | Colombia – Paraguay                        | 1 – 0                                      | Copa América 2019                          |                                            |
| 35                                         | 27 juni 2019                               | Brazilië – Paraguay                        | 0 – 0 (4 – 3 n.s.)                         | Copa América 2019                          |                                            |
| 36                                         | 5 september 2019                           | Japan – Paraguay                           | 2 – 0                                      | Vriendschappelijk                          |                                            |
| 37                                         | 10 september 2019                          | Jordanië – Paraguay                        | 2 – 4                                      | Vriendschappelijk                          |                                            |
| 38                                         | 10 oktober 2019                            | Servië – Paraguay                          | 1 – 0                                      | Vriendschappelijk                          |                                            |
| 39                                         | 13 oktober 2019                            | Slowakije – Paraguay                       | 1 – 1                                      | Vriendschappelijk                          |                                            |
| 40                                         | 14 november 2019                           | Bulgarije – Paraguay                       | 0 – 1                                      | Vriendschappelijk                          |                                            |
| 41                                         | 19 november 2019                           | Saoedi-Arabië – Paraguay                   | 0 – 0                                      | Vriendschappelijk                          |                                            |
| 42                                         | 8 oktober 2020                             | Paraguay – Peru                            | 2 – 2                                      | WK 2022 kwalificatie                       |                                            |
| 43                                         | 13 oktober 2020                            | Venezuela – Paraguay                       | 0 – 1                                      | WK 2022 kwalificatie                       |                                            |
| 44                                         | 12 november 2020                           | Argentinië – Paraguay                      | 1 – 1                                      | WK 2022 kwalificatie                       |                                            |
| 45                                         | 17 november 2020                           | Paraguay – Bolivia                         | 2 – 2                                      | WK 2022 kwalificatie                       |                                            |
| 46                                         | 3 juni 2021                                | Uruguay – Paraguay                         | 0 – 0                                      | WK 2022 kwalificatie                       |                                            |
| 47                                         | 8 juni 2021                                | Paraguay – Brazilië                        | 0 – 2                                      | WK 2022 kwalificatie                       |                                            |
| 48                                         | 14 juni 2021                               | Paraguay – Bolivia                         | 3 – 1                                      | Copa América 2021                          |                                            |
| 49                                         | 21 juni 2021                               | Argentinië – Paraguay                      | 1 – 0                                      | Copa América 2021                          |                                            |
| 50                                         | 24 juni 2021                               | Chili – Paraguay                           | 0 – 2                                      | Copa América 2021                          |                                            |
| 51                                         | 2 juli 2021                                | Peru – Paraguay                            | 3 – 3 (4 – 3 n.s.)                         | Copa América 2021                          | 11'                                        |
| 52                                         | 5 september 2021                           | Paraguay – Colombia                        | 1 – 1                                      | WK 2022 kwalificatie                       |                                            |
| 53                                         | 7 oktober 2021                             | Paraguay – Argentinië                      | 0 – 0                                      | WK 2022 kwalificatie                       |                                            |
| 54                                         | 10 oktober 2021                            | Chili – Paraguay                           | 2 – 0                                      | WK 2022 kwalificatie                       |                                            |
| 55                                         | 14 oktober 2021                            | Bolivia – Paraguay                         | 4 – 0                                      | WK 2022 kwalificatie                       |                                            |
| 56                                         | 11 november 2021                           | Paraguay – Chili                           | 0 – 1                                      | WK 2022 kwalificatie                       |                                            |
| 57                                         | 16 november 2021                           | Colombia – Paraguay                        | 0 – 0                                      | WK 2022 kwalificatie                       |                                            |
| 58                                         | 27 januari 2022                            | Paraguay – Uruguay                         | 0 – 1                                      | WK 2022 kwalificatie                       |                                            |
| 59                                         | 24 maart 2022                              | Paraguay – Ecuador                         | 3 – 1                                      | WK 2022 kwalificatie                       |                                            |
| 60                                         | 10 juni 2022                               | Zuid-Korea – Paraguay                      | 2 – 2                                      | Vriendschappelijk                          |                                            |
| 61                                         | 23 september 2022                          | Verenigde Arabische Emiraten – Paraguay    | 0 – 1                                      | Vriendschappelijk                          |                                            |
| 62                                         | 27 september 2022                          | Paraguay – Marokko                         | 0 – 0                                      | Vriendschappelijk                          |                                            |
| 63                                         | 16 november 2022                           | Peru – Paraguay                            | 1 – 0                                      | Vriendschappelijk                          |                                            |
| 64                                         | 19 november 2022                           | Colombia – Paraguay                        | 2 – 0                                      | Vriendschappelijk                          |                                            |
| 65                                         | 27 maart 2023                              | Chili – Paraguay                           | 3 – 2                                      | Vriendschappelijk                          |                                            |
| 66                                         | 18 juni 2023                               | Paraguay – Nicaragua                       | 2 – 0                                      | Vriendschappelijk                          |                                            |
| 67                                         | 7 september 2023                           | Paraguay – Peru                            | 0 – 0                                      | WK 2026 kwalificatie                       |                                            |
| 68                                         | 12 september 2023                          | Venezuela – Paraguay                       | 1 – 0                                      | WK 2026 kwalificatie                       |                                            |
| 69                                         | 12 oktober 2023                            | Argentinië – Paraguay                      | 1 – 0                                      | WK 2026 kwalificatie                       |                                            |
| 70                                         | 17 oktober 2023                            | Paraguay – Bolivia                         | 1 – 0                                      | WK 2026 kwalificatie                       |                                            |
| 71                                         | 16 november 2023                           | Chili – Paraguay                           | 0 – 0                                      | WK 2026 kwalificatie                       |                                            |
| 72                                         | 21 november 2023                           | Paraguay – Colombia                        | 0 – 1                                      | WK 2026 kwalificatie                       |                                            |
| 73                                         | 11 juni 2024                               | Chili – Paraguay                           | 3 – 0                                      | Vriendschappelijk                          |                                            |
| 74                                         | 16 juni 2024                               | Panama – Paraguay                          | 0 – 1                                      | Vriendschappelijk                          |                                            |
| 75                                         | 6 september 2024                           | Uruguay – Paraguay                         | 0 – 0                                      | WK 2026 kwalificatie                       |                                            |
| 76                                         | 10 oktober 2024                            | Ecuador – Paraguay                         | 0 – 0                                      | WK 2026 kwalificatie                       |                                            |
| 77                                         | 15 oktober 2024                            | Paraguay – Venezuela                       | 2 – 1                                      | WK 2026 kwalificatie                       |                                            |
| 78                                         | 14 november 2024                           | Paraguay – Argentinië                      | 2 – 1                                      | WK 2026 kwalificatie                       |                                            |
| 79                                         | 19 november 2024                           | Bolivia – Paraguay                         | 2 – 2                                      | WK 2026 kwalificatie                       |                                            |

Bijgewerkt op 10 januari 2025.

## Erelijst
| Competitie            |          |                              |          |          |
| Competitie            | Aantal   | Jaren                        |          |          |
| Libertad              | Libertad | Libertad                     | Libertad | Libertad |
| --------------------- | -------- | ---------------------------- | -------- | -------- |
| Liga Paraguaya        | 2        | 2012 Clausura, 2014 Clausura |          |          |
| Lanús                 |          |                              |          |          |
| Primera División      | 1        | 2016                         |          |          |
| AC Milan              |          |                              |          |          |
| Supercoppa Italiana   | 1        | 2016                         |          |          |
| Palmeiras             |          |                              |          |          |
| Série A               | 3        | 2018, 2022, 2023             |          |          |
| Campeonato Paulista   | 4        | 2020, 2022, 2023, 2024       |          |          |
| Copa do Brasil        | 1        | 2020                         |          |          |
| Supercopa do Brasil   | 1        | 2023                         |          |          |
| CONMEBOL Libertadores | 2        | 2020, 2021                   |          |          |
| CONMEBOL Recopa       | 1        | 2022                         |          |          |